# 鈴木あゆ
鈴木 あゆ（すずき あゆ、2001年5月16日 - ）は、日本の元アイドルで、アップアップガールズ（仮）の元メンバー。また、アイドルカレッジおよび派生ユニット・MELiSSAの元メンバー。アップアップガールズ（仮）でのメンバーカラーは黄色。
東京都出身。血液型AB型。身長162cm。

## 来歴
2012年
- 「モーニング娘。11期メンバー『スッピン歌姫』オーディション」に応募するが、落選[動画 1]。

2013年
- 「モーニング娘。12期メンバー「未来少女」オーディション」に応募するが、落選[動画 1]。

2014年
- 「モーニング娘。'14 ＜黄金(ゴールデン)＞オーディション」に応募するが、落選[動画 1]。
- 「カントリー娘。新メンバーオーディション」に応募するが、落選[動画 1]。

2015年
- 「2015アンジュルム新メンバーオーディション」に応募するが、落選[動画 1]。

2016年
- 「モーニング娘。'16 『新世紀』オーディション」に応募するが、落選[動画 1]。

2017年
- 「ハロー!プロジェクト新メンバーオーディション」に応募するが、落選[動画 1]。
- 12月3日、Hook SENDAIでの『「8th anniversaryアイドルカレッジ8大都市ツアー!!!」～新リーダー エビちゃん、ごあいさつに参ります〜』で、アイドルカレッジへの加入を発表[4]。

2018年
- 1月2日、NPP2018 NewYear Stage「ゲーム大会」の「Nintendo Switch マリオカート8 デラックス」で最速ゲーム女王になる[5][6]。
- 1月24日、初台The DOORSでの『アイカレ新人お披露目公演』で、新チームUp's COLLEGE 2nd GENERATIONの結成を発表し、副リーダーに就任することが発表される。
- 8月3日、TOKYO IDOL FESTIVAL 2018のHOT STAGEで、「Cattivo!」のライブに℃-ute大好きアイドルとして出演する[7]。
- 11月12日、Hook SENDAIでの『『9th anniversary アイドルカレッジ9大都市ツアー!!!～奇跡と軌跡、未踏のチャレンジ!!!～』仙台公演』にて、アイドルカレッジの新曲「ココロダンス」を初披露。初めて歌割を得る。
- 「ハロー!プロジェクト“ONLY YOU”オーディション」に応募するが、落選[動画 1]。

2019年
- 3月18日、『Up’sCOLLEGE 2nd GENERATION公演 『最後のOver the Rainbow～418日間ありがとう公演～』』で、副リーダーを務めたUp’sCOLLEGE 2nd GENERATIONが解散。
- 4月4日、ダンスボーカルロックユニットMELiSSAのメンバーになることが発表される[8]。
- 「モーニング娘。'19 LOVEオーディション」に応募するが、落選[動画 1]。
- 7月2日、シングルCD初参加となるMELiSSAのファーストシングル「MELiSSA/DEAD HEAT DRiVE」が発売。
- 8月2日、TOKYO IDOL FESTIVAL 2019のSMILE GARDENで、「Hello! Project Special Stage Berryz工房大好きスッペシャル！～夏焼雅（PINK CRES.）＆BEYOOOOONDS ＆TIF選抜スッペシャルコラボ～」に出演する[9]。
- 11月14日、アイドルカレッジ ソフマップ定期公演「MASQUERADEリリースイベント」で、2020年春にアイドルカレッジからの卒業、MELiSSAからの脱退を発表[10]。
- 12月11日、アイドルカレッジで初参加となるシングル「MASQUERADE」が発売される。

2020年
- 3月8日、東京・shibuya CYCLONEで行われた『FIFTY-FIFTY LIVE SP～MELiSSA Final Five Resistance～』がMELiSSAでの最後のライブ出演。この日でMELiSSAを脱退[11][12]。
- 3月19日、初台The DOORSでの『鈴木あゆ卒業LIVE』で、アイドルカレッジを卒業。卒業ライブの衣装はアイドルカレッジメンバーの佐藤春奈が製作[13][14]。
- 8月18日 MELiSSAの1stアルバム『GATHERWAY』が発売される。AYUが在籍していた5人時代の音源を収録[15]。
- 「アンジュルムONLY ONEオーディション～私を創るのは私～」に応募するが、3次審査で落選[動画 1]。
- 「アップアップガールズ(仮)2020 新メンバーオーディション」に合格し、12月17日、アップアップガールズ(仮)への加入が発表された[1]。

2023年
- 2月11日、工藤菫と共にアップアップガールズ（仮）卒業を発表[16]。
- 3月25日、卒業ライブが開催され[17]、3月31日をもってグループを卒業。YU-M エンターテインメントを退所し芸能活動を引退した[18][19]。

## 人物
- アイドルカレッジを知るきっかけは、『TOKYO IDOL FESTIVAL 2017』の℃-ute大好きステージに出演していたアイドルカレッジの元メンバー・川音希[20]を見て[4]。
- 特技は、茶道(表千家)、陸上競技、素手でパイナップルを食べること、高速茶々壺茶壺[3]。
- 趣味は、ゆりかもめに乗ること、ゆりかもめ沿線を散歩すること、図形の塗り絵、アイドル鑑賞、日高屋の油そばを食べること[3]。
- 憧れのアイドルは、中島早貴（元℃-ute）、古川小夏（元アップアップガールズ（仮））、大瀬楓（元THEポッシボー）[動画 2]。

## 出演

### テレビ
- 関内デビル（2019年6月27日、tvk） - MELiSSAとしてゲスト出演
- AKB48、最近聞いた? (2022年3月16日、テレビ東京)  - 小山星流とともにゲスト出演

### ラジオ
- RadioStand-Up!アイドル（2018年3月12日・6月4日・7月30日、渋谷クロスFM） - ゲスト出演

### 配信
- にきチャン!「【アイドル人狼ガチバトル】アプガ（2）vsアイドルカレッジ!嘘つきアイドル3人は誰だ?!：第2幕」[動画 3]。（2019年11月4日、YouTube） - ゲスト出演

### 動画
1. 1 2 3 4 5 6 7 8 9 10  鈴木あゆ とは・・・「色んな分野の人の人を笑顔にしたい」（前編） (YouTube). 24 January 2021.  該当時間: 2分16秒. 2021年1月24日閲覧.{{cite AV media}}:  CS1メンテナンス: 先頭の0を省略したymd形式の日付 (カテゴリ)
2. ↑  鈴木あゆ とは・・・「色んな分野の人の人を笑顔にしたい」（前編） (YouTube). 24 January 2021.  該当時間: 1分14秒. 2021年1月24日閲覧.{{cite AV media}}:  CS1メンテナンス: 先頭の0を省略したymd形式の日付 (カテゴリ)
3. ↑  【アイドル人狼ガチバトル】アプガ（2）vsアイドルカレッジ！嘘つきアイドル3人は誰だ?!：第2幕 (YouTube). 4 November 2019. 2020年12月18日閲覧.